# Friedrich Wilhelm Schmidt (Lazarist)
Friedrich Wilhelm Schmidt (* 8. April 1833 in Fürstenberg, Westfalen; † 30. November 1907 in Köln) war ein katholischer Priester, Ordensmann des Lazaristenordens und Pädagoge. Er war in Palästina tätig, leitete dort den Deutschen Verein vom Heiligen Lande und gründete in Jerusalem die nach ihm benannte Schmidt-Schule.

## Leben
Friedrich Wilhelm Schmidt war ein Sohn des Hufschmieds Franz Schmidt und seiner Frau Franziska Wessel. Nach dem Studium der Theologie erfolgte am 17. August 1857 die Priesterweihe in Paderborn. Er arbeitete in Netphen als Kaplan und als Missionar in Freudenberg und trat schließlich 1861 den Lazaristen bei. Er wurde Leiter des bischöflichen Konvikts in Hildesheim und studierte bei Rabbiner Meyer Landsberg, dem Vater von Max Landsberg, orientalische Sprachen. Im Zuge des Kulturkampfes emigrierte er nach Tripolis.
1889 wurde Pater Schmidt als Rektor der Einrichtungen des Deutschen Vereins vom Heiligen Lande nach Jerusalem berufen. Dort baute er die kurz zuvor gegründete und nach ihm benannte Schmidt-Schule weiter auf. Ein großes Anliegen war ihm, die dortigen Kulturen zu achten: „Man kann, ja darf sogar nicht die Einheimischen zwingen, zu Europäern zu werden, und jene, die dies tun, irren.“
Friedrich Wilhelm Schmidt starb infolge eines Straßenbahnunfalls am 30. November 1907 in Köln. In seinen Jerusalemer Ämtern folgte ihm Ende 1908 Pater Ernst Schmitz.